# 主教座堂广场 (锡耶纳)
43°19′02″N 11°19′44″E / 43.317185°N 11.328823°E

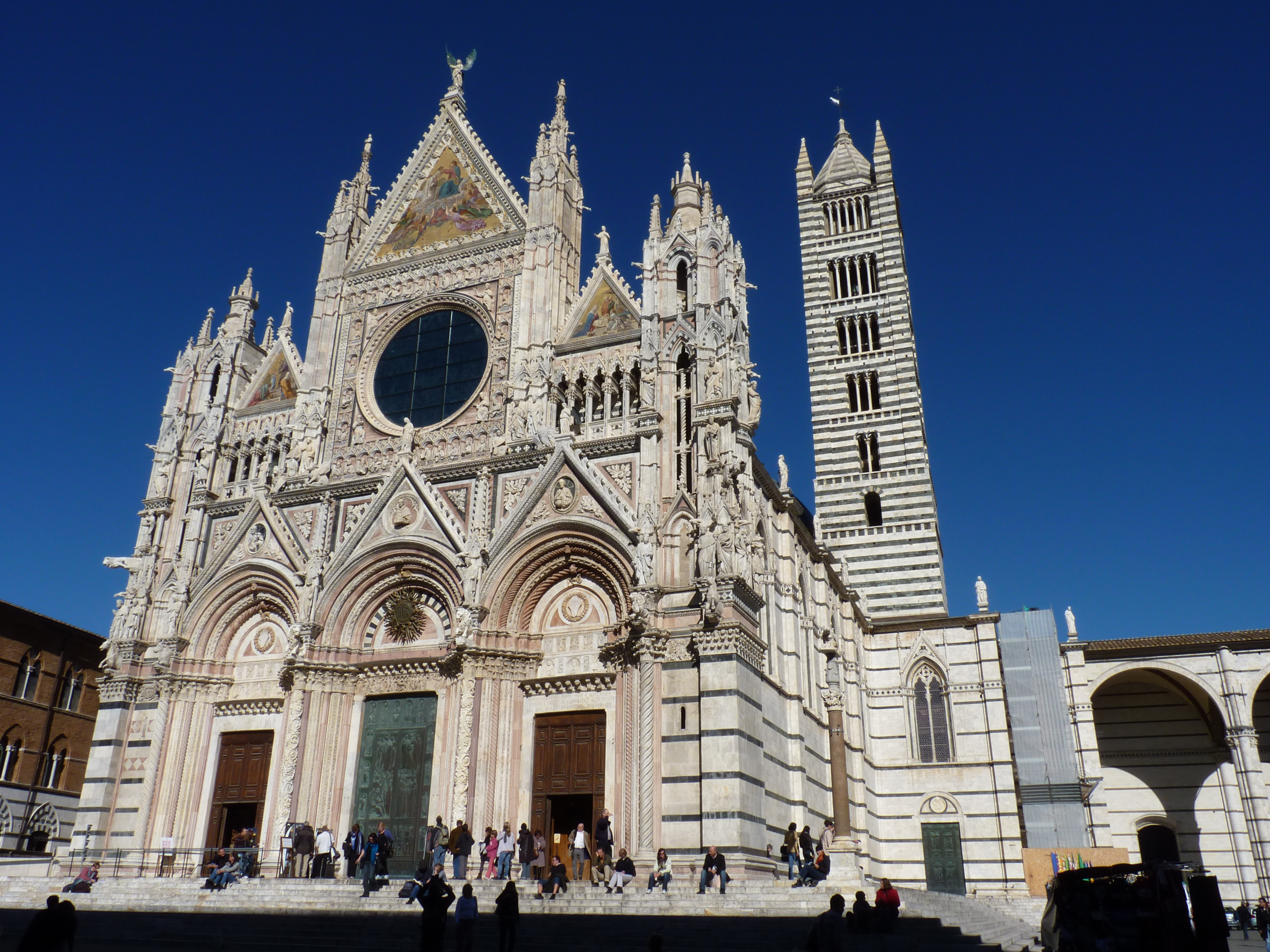
主教座堂广场

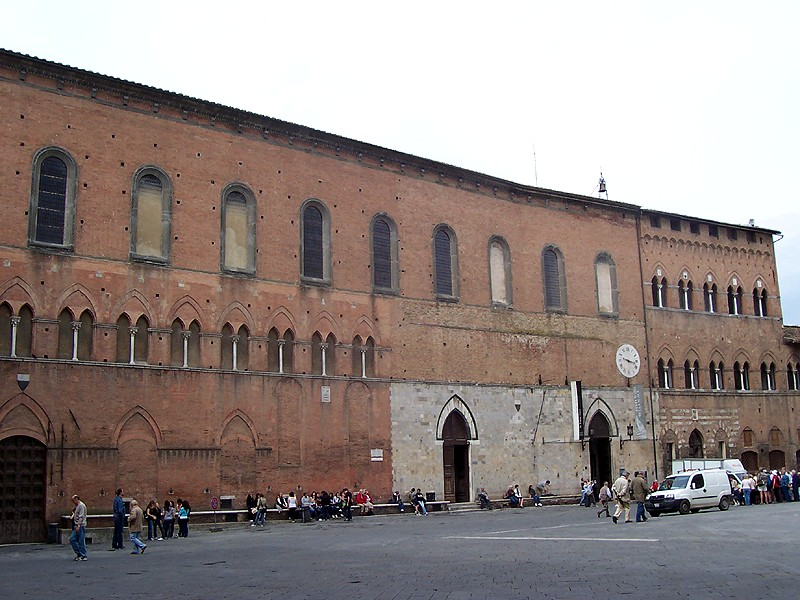
阶梯圣母医院及圣母领报堂

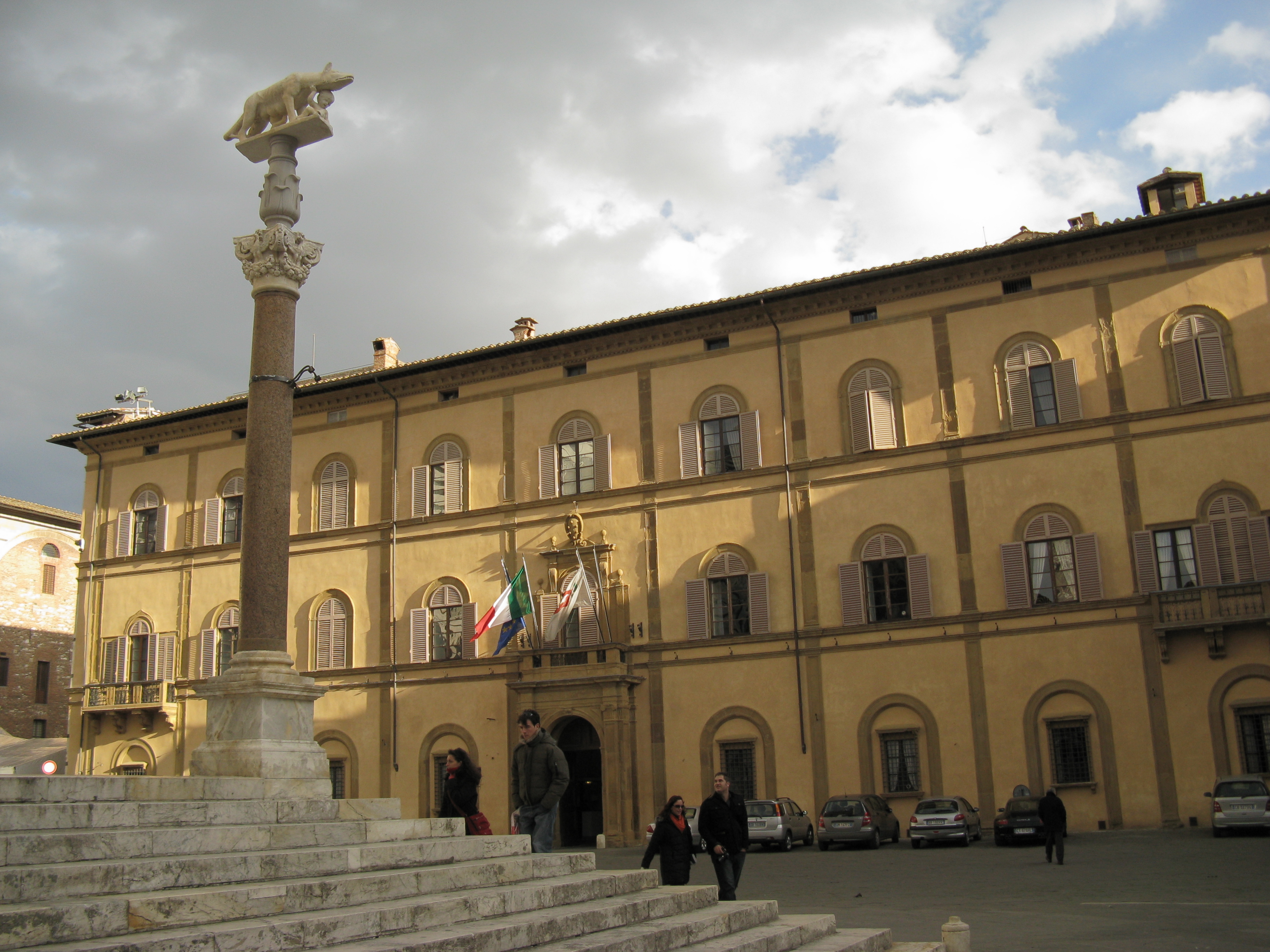
Palazzo Reale e la colonna con la Lupa

主教座堂广场（Piazza del Duomo）位于锡耶纳的圣母升天主教座堂的侧翼，呈“L”形。除了著名的宗教建筑之外，广场上还有阶梯圣母医院博物馆（complesso museale di Santa Maria della Scala）,内有圣母领报堂。